# Konawa
Konawa és una ciutat dels Estats Units a l'estat d'Oklahoma. Segons el cens del 2000 tenia 1.479 habitants.

## Demografia
Segons el cens del 2000, Konawa tenia 1.479 habitants, 551 habitatges, i 360 famílies. La densitat de població era de 419,9 habitants per km².
Dels 551 habitatges en un 35,4% hi vivien nens de menys de 18 anys, en un 45% hi vivien parelles casades, en un 16,9% dones solteres, i en un 34,5% no eren unitats familiars. En el 31% dels habitatges hi vivien persones soles el 16,9% de les quals corresponia a persones de 65 anys o més que vivien soles. El nombre mitjà de persones vivint en cada habitatge era de 2,53 i el nombre mitjà de persones que vivien en cada família era de 3,19.
Per edats la població es repartia de la següent manera: un 28,9% tenia menys de 18 anys, un 9% entre 18 i 24, un 25,2% entre 25 i 44, un 19,9% de 45 a 60 i un 17% 65 anys o més.
L'edat mediana era de 36 anys. Per cada 100 dones de 18 o més anys hi havia 86,5 homes.
La renda mediana per habitatge era de 17.300 $ i la renda mediana per família de 23.375 $. Els homes tenien una renda mediana de 21.771 $ mentre que les dones 15.208 $. La renda per capita de la població era de 10.474 $. Entorn del 31,2% de les famílies i el 31,5% de la població estaven per davall del llindar de pobresa.

## Poblacions més properes
El següent diagrama mostra les poblacions més properes.